# Droit des personnes
Cet article possède un paronyme, voir Droits de la personne.
Le droit des personnes est la partie du droit civil qui étudie les personnes en tant que sujets de droit, c'est-à-dire :
- la personnalité juridique dont les personnes sont titulaires :
  - l'acquisition de la personnalité juridique,
  - la disparition de la personnalité juridique ;
- la capacité juridique, qui permet aux personnes d'exercer des prérogatives qui leur sont reconnues, parfois seulement à partir d'un âge de majorité civile, et ses exceptions (formant les incapacités).

Cette matière est justifiée par le fait que les personnes jouissent de droits particuliers, qui sont attachés à leur personne propre : ce sont les droits de la personnalité. Il s'agit des droits au nom, au domicile, à l'image, à la protection de la vie privée, etc. ainsi que toutes les règles juridiques qui régissent la majorité légale et les incapacités.
Ces droits peuvent parfois être confondus avec les Droits de l'homme, les droits civils et politiques. Toutefois, leur caractéristique est qu'ils sont toujours attachés à la personne durant sa vie, et sont donc exercés de manière particulière.